# Utmelandsmonumentet

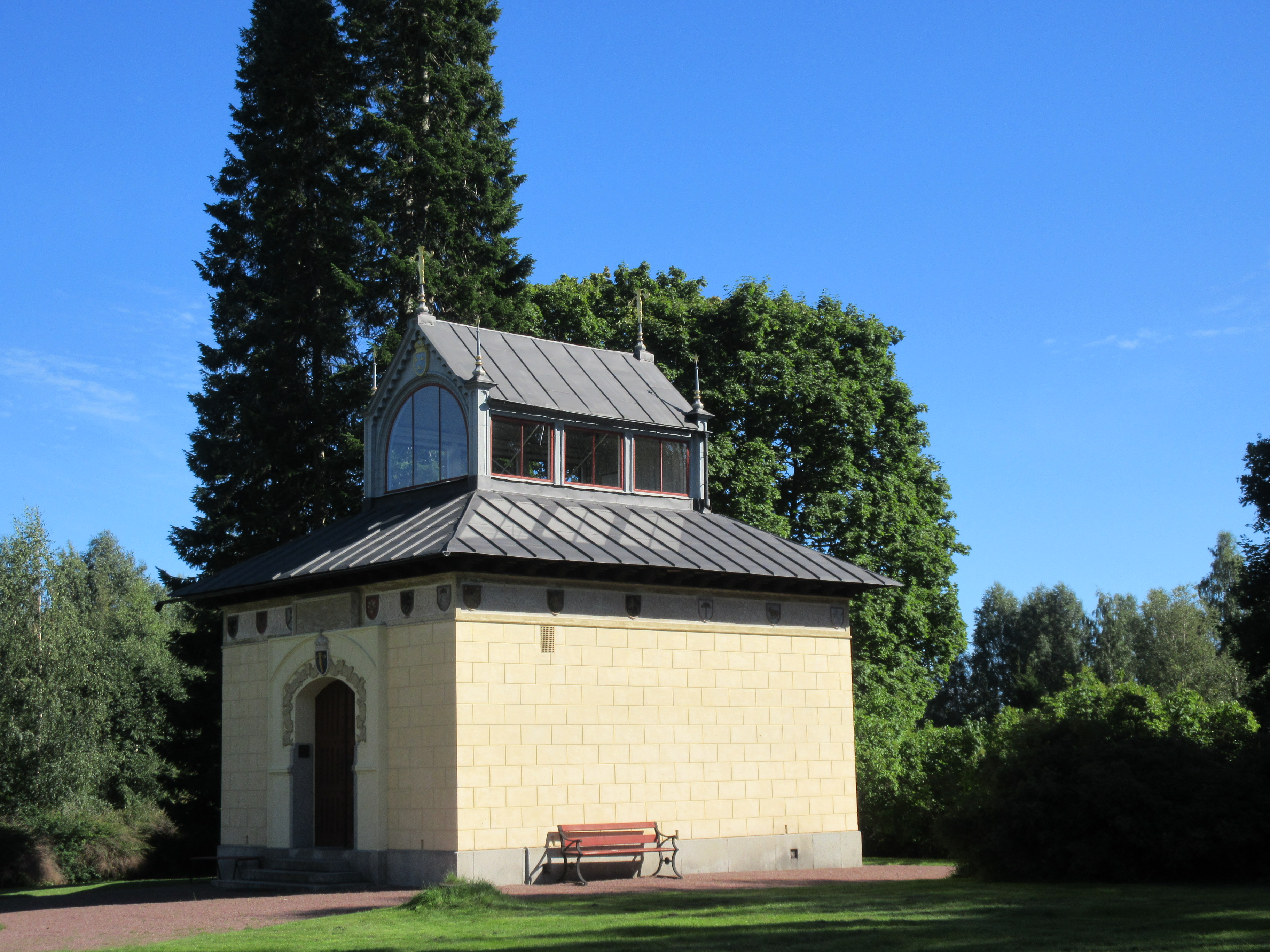
Utmelandsmonumentet, sommaren 2022.

Utmelandsmonumentet är en byggnad som ligger i byn Utmeland strax söder om Mora. Det invigdes den 29 september 1860 till 300-årsminnet av Gustav Vasas död. Byggnaden reser sig över öppningen till den källare i vilken Tomt Margit Larsson i november 1520 skall ha gömt den 24-årige Gustav Eriksson, senare mera bekant som Gustav Vasa, undan de förföljande danska ryttarna. Gustav räddas ner i källaren undan danskarna. Den stuga till vilken källaren en gång hört var borta sedan länge. En nationalinsamling genomfördes och arkitekten och professorn vid Konstakademien, Fredrik Wilhelm Scholander, fick uppdraget att rita monumentet i sten och glas. Byggnaden uppfördes över den källare, som enligt traditionen den blivande kungen skulle ha gömt sig undan sina förföljare. Monumentet är ståtligt smyckat med landskapsvapen och deviser. Det blev ett svensknationalistiskt tempel över Vasaminnet. Vasamonumentet är byggnadsminnesmärkt.

## Bakgrund

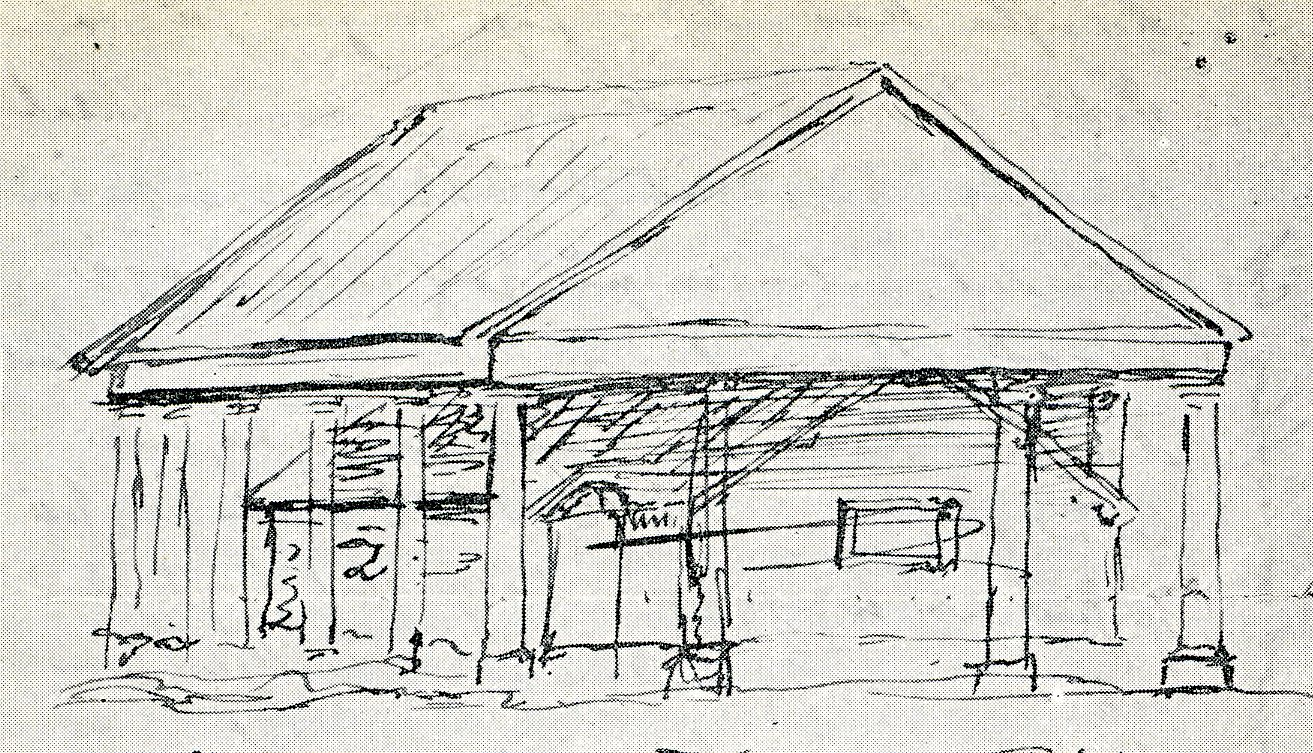
Bengt Nordenbergs förslag till monumentet

Under det nationalromantiskt sinnade 1800-talet var det naturligt och självklart att fira landets store befriare och grundare. Uppförandet av Utmelandsmonumentet blev också en angelägenhet för såväl rikets spetsar – kungen Karl XV och hans bröder prinsarna August och Oscar, de främsta konstnärerna Johan Fredrik Höckert och Edvard Bergh och arkitekten Fredrik Wilhelm Scholander, landshövdingar och andra höga byråkrater – som dess allmoge i allmänhet och Dalarnas i synnerhet. Det var ju i Dalarna som Gustav under många strapatser lyckades undkomma danskarna som var honom hack i häl. Och en sådan ”nära döden upplevelse” för den blivande kungen inträffade alltså på Tomt Mats Erikssons gård i Utmeland.
Sommaren 1859 befann sig den kände folklivs- och historiemålaren Johan Fredrik Höckert i Leksand. Där fick han idén att ett monument under det följande året borde resas över den berömda källaren i Utmeland. Hans förslag vann gehör på behörigt håll och en bestyrelse tillsattes med uppdrag att samla in pengar över hela riket och att utforma det kommande monumentet. Uppdraget att rita byggnaden gick till Fredrik Wilhelm Scholander, den mesta kändisarkitekten vid den här tiden. Byggnadens inre skulle utsmyckas med målningar av Höckert, Edvard Bergh och kronprinsen själv.
Kronprins Carl (hans far Oscar I låg sjuk) godkände i konselj ritningarna den 6 maj 1859. Sedan gick allt enligt planerna – byggnad och målningar blev färdiga i tid och en stor invigningsfest kunde hållas på årsdagen av Gustav Vasas död.

## Monumentets exteriör

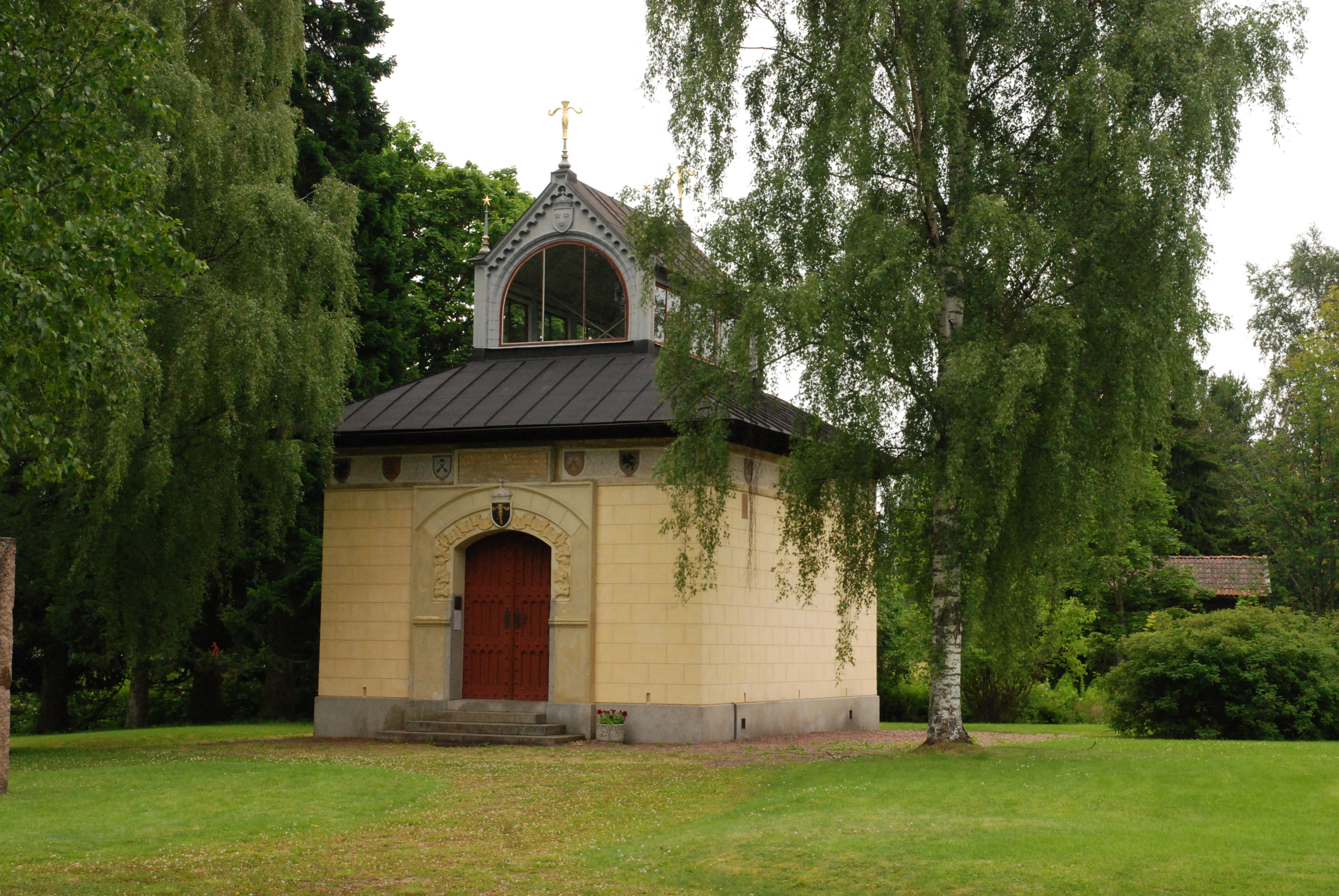
Monumentet sett framifrån.

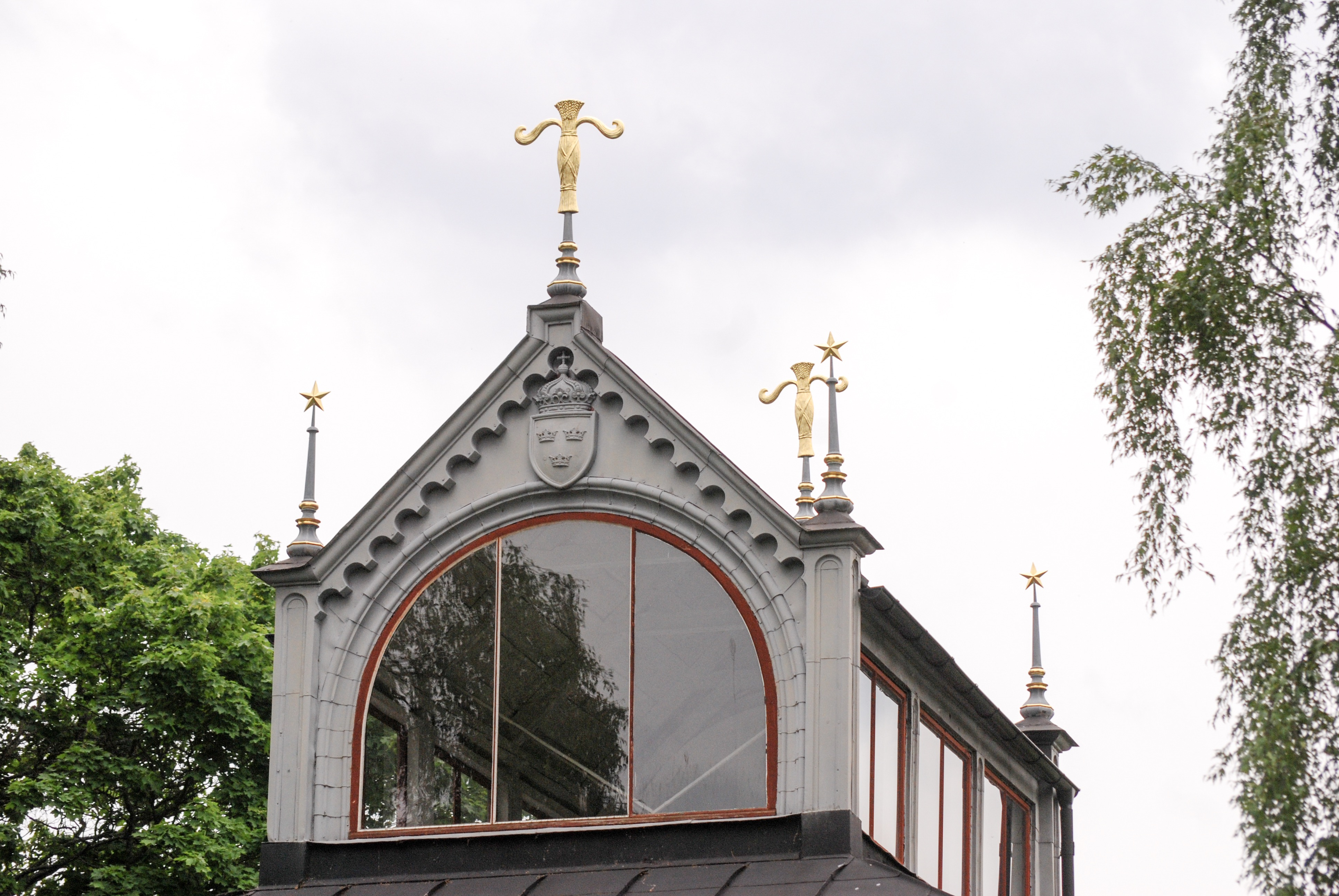
Taknocken på monumentet.

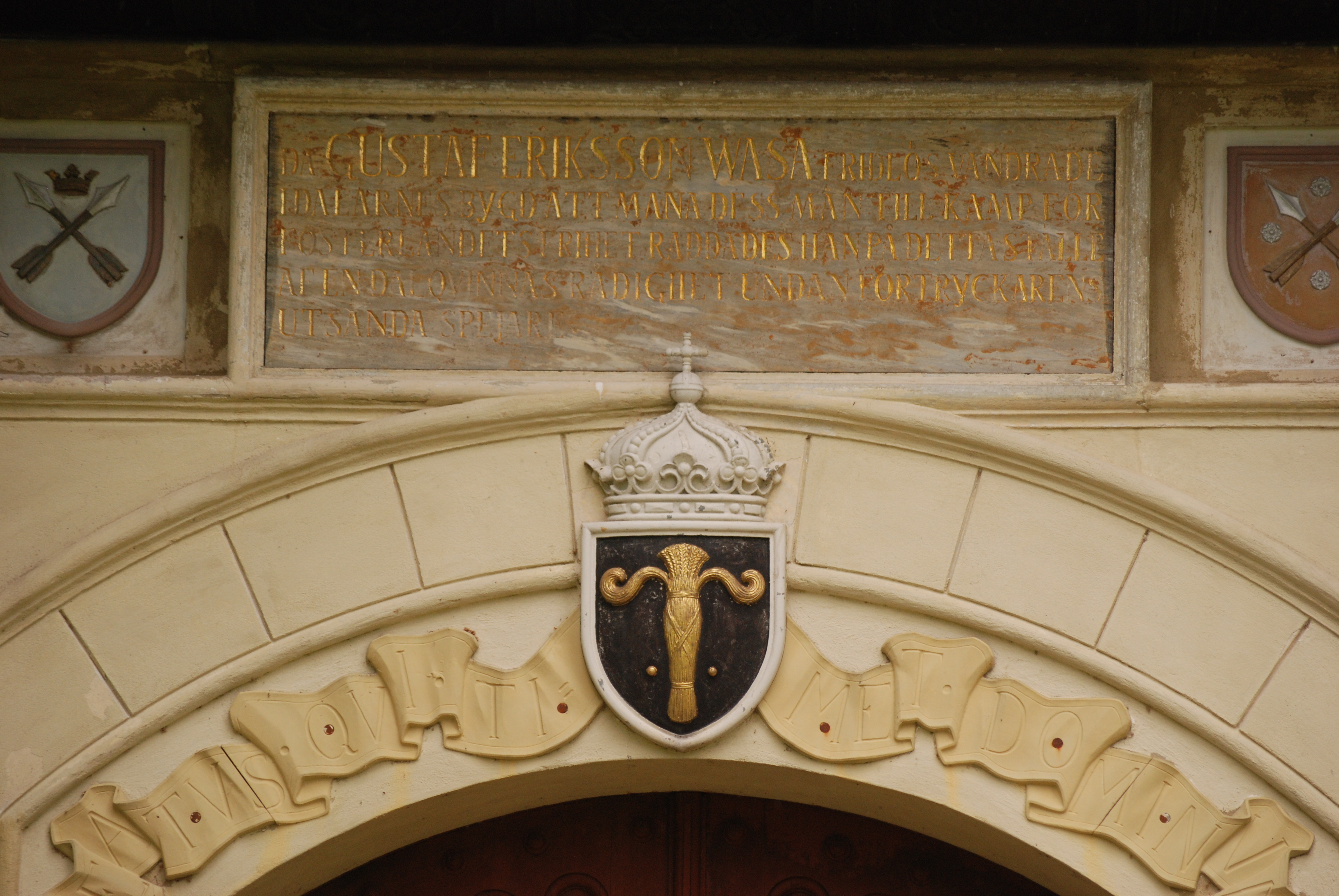
Inskription över dörren.

Den som inför ett besök vid Utmelandsmonumentet förväntar sig att få se något i ”allmogestil”, kanske en hukande knuttimrad stuga, blir vid framkomsten överraskad. Byggnaden kan närmast liknas vid ett kapell. Mycket talar också för att Scholander fått idén till monumentets utformade från en byggnad i Neapel, troligen ett gravkapell. 
Fredrik Wilhelm Scholander (1816–1881) var verkligen en arkitekt på modet vid denna tid, en tidstypisk småborgerlig professor. Han är mest känd som arkitekt, men var mycket mångsidig. Överallt var han engagerad, som professor och akademisekreterare, som arkitekt, som rådgivare, miljöskapare, författare, målare, tecknare, sångare och musiker. Han var med överallt. ”Fråga Scholander” blev ett slagord. Som arkitekt använde han sig av flera olika stilar, dock med betoning på den vid denna tid så populära nyrenässansen. Och fråga är om man kan tillskriva Utmelandsmonumentet någon särskild stil. Huset är 9x7 meter stort, uppfört på en sockel av granit och med väggarna i huggen sandsten. På taket är placerat en särskild överbyggnad, en glasad lanternin, som fungerar som ljusinsläpp. Lanterninen är försedd med ett antal spiror i hörnen, varav de två på själva nocken kröns av ett guldförgyllt vasavapen. Omedelbart under takfoten löper en fris med Sveriges landskapsvapen, både som ett tack för insamlade medel och som en markering att monumentet var en angelägenhet för hela riket. Den gamla trätrappan ner till källaren har ersatts av en stentrappa.
Såväl byggnadens exteriör som dess interiör är fylld av detaljer, sköldar, texter som knyter an till Gustav Vasa på olika sätt. Över portalen syns Vasavapnet och ett av Gustavs valspråk som kung;
| ” | Beatus qui timet Dominum (Säll den som fruktar Herren). | „ |

Texten är skriven i ett vågigt band som omger portalens övre parti. Det påminner om en halsduk som veckats och limmats dit. Bandet kröns av Vasavapnet.
I marmorplattan ovanför står skrivet:
| ” | Då GUSTAF ERIKSSON WASA fridlös vandrade i Dalarnes bygd att mana dess män till kamp för Fosterlandets frihet räddades han på detta ställe af en Dal qvinnas rådighet undan förtryckarens utsända spejare. | „ |

Scholanders arkitekthonorar uppgick till 750 riksdaler.

## Interiören
Interiören består av ett enda rum som i förstone känns rätt tomt tills man upptäcker stora målningar som täcker tre av väggarna och tills man får syn på det allra viktigaste, öppningen i golvet till den källare där Tomt Margit gömde Gustav. Ornamenten runt väggarna, bland annat en fris med Vasavapen, har utformats av Scholander. På tolv blå sköldar möter vi namnen på dem som enligt traditionen hjälpt Gustav i Dalarna med Barbro Stigsdotter som första sköld. Sköldarna är målade i renässansinspirerad stil, där alla som hjälpte Gustav Vasa i Dalarna nämns vid namn.
- Väggen rätt fram hänger målningen Gustav Vasa och Tomt Margit (1860) av konstnären Johan Fredrik Höckert, själva ”hufvudprydnaden för Monumentsbyggnaden”. Från 1864 till sin död 1866 var Höckert professor vid Konstakademien. Tavlan föreställer hur Tomt Margit gömmer Gustav Vasa i källaren från förföljande danska knektar. Gustav räddas ner i källaren undan danskarna. Gustav har besviken lämnat Rättvik för att bege sig till Mora. Han får bo hos bonden Tomt Mats Larsson och hans hustru Tomt Margit i Utmelands by i Mora. Han är dock inte säker. De danska spejarna kommer även de till Tomtgården.

- På vänstra väggen hänger Utsigt af Ornäs (1800-talets mitt) av konstnären Edvard Bergh. Tavlan är en stämningsfull landskapsmålning av Ornäsloftet i Ornäs, där dalaäventyret började på allvar. I Gustav Vasas öden och äventyr i Dalarna berättas det om Ornässtugan. Sent på eftermiddagen lämnar Gustav Rankhyttan och går längs sjön Runn mot Ornäs. Där bor ännu en gammal kamrat från tiden i Uppsala, Arendt Pehrsson Örnflycht och hans hustru Barbro Stigsdotter. Mellan Vika kyrkby och Torsång brister isen och han tvingas värma sig och övernatta i färjkarlens stuga. Först nästa morgon når han Ornäs som ligger på en udde. Vad Gustav inte vet är att Arendt och hela hans släkt stödjer kung Kristian. Han blir också vänligt mottagen och somnar sedan lugn i sinnet i gårdens loftkammare.

- På den högra väggen hänger Utsigt af byn Sälen (1800-talets mitt) av kung Karl XV. Över varje tavla finns inskrifter som knyter an till tavlans motiv. Karl XV spelade en central roll vid tillkomsten av Utmelandsmonumentet. Han var själv en god amatör som landskapsmålare och understöjdare för flera av tidens konstnärer. Tavlan föreställer Olnispagården i Sälen, där Gustav Eriksson ska ha sovit sista natten som flyking i Dalarna. Det var den plats i vars närhet Gustav hanns upp av skidlöparna från Kättbo. Lars Jakobsson, även känd som Lars från Kättilbo, var enligt Gustav Vasas öden och äventyr i Dalarna en av de två skidlöpare som skickades från Mora för att hämta tillbaka Gustav Vasa julveckan 1520. Den andre löparen på spåret efter Gustav Vasa var Engelbrekt Jonsson Myckelåsen, även känd som Engelbrekt från Morkarlby.

## De tre oljemålningarna inne i monumentet
Inne i byggnaden finns, förutom hålet i golvet, tre märkliga målningar

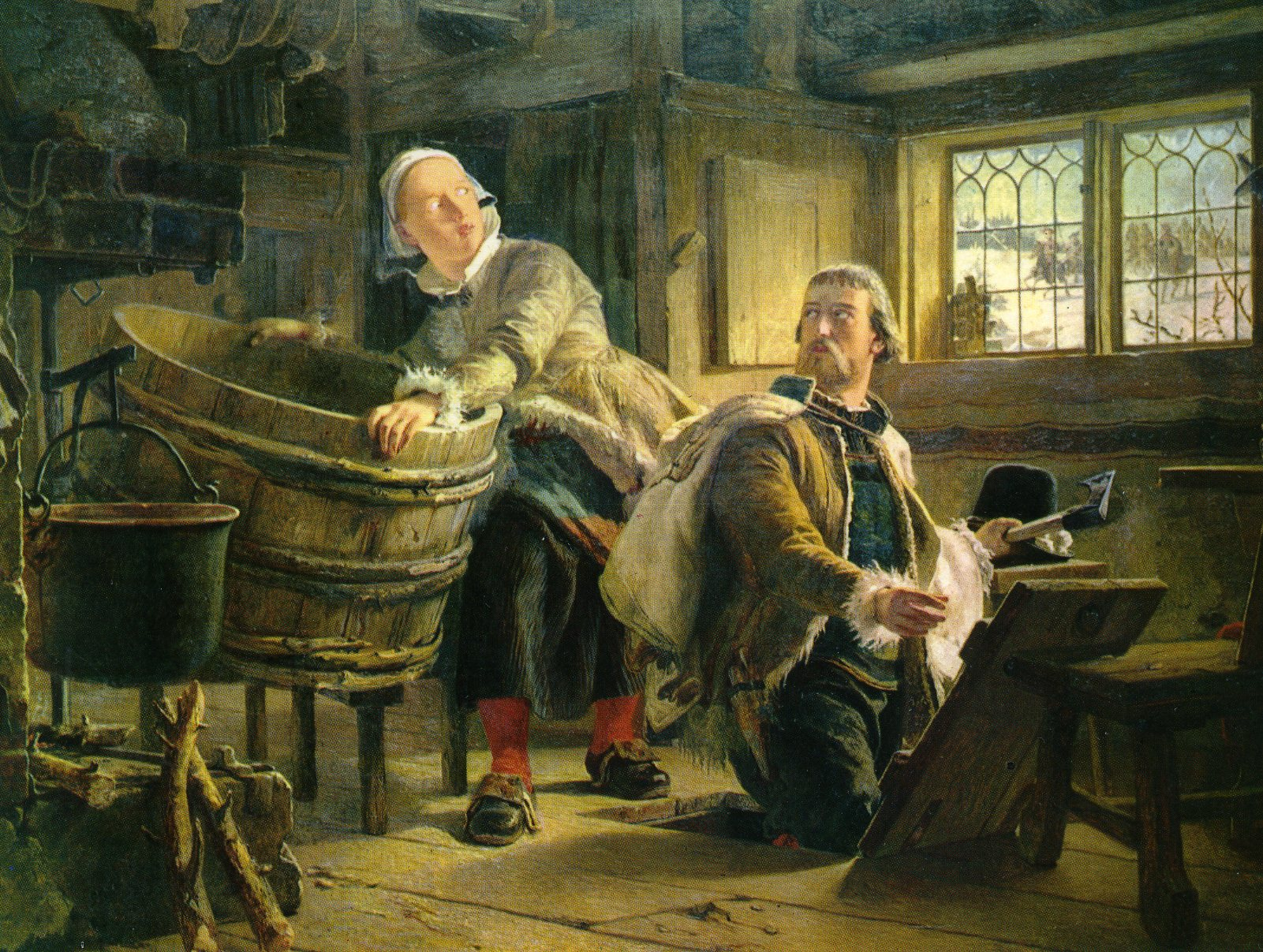
Gustav Vasa och Tomt Margit (1860), oljemålning av genre- och historiemålaren Johan Fredrik Höckert (1826-1866).
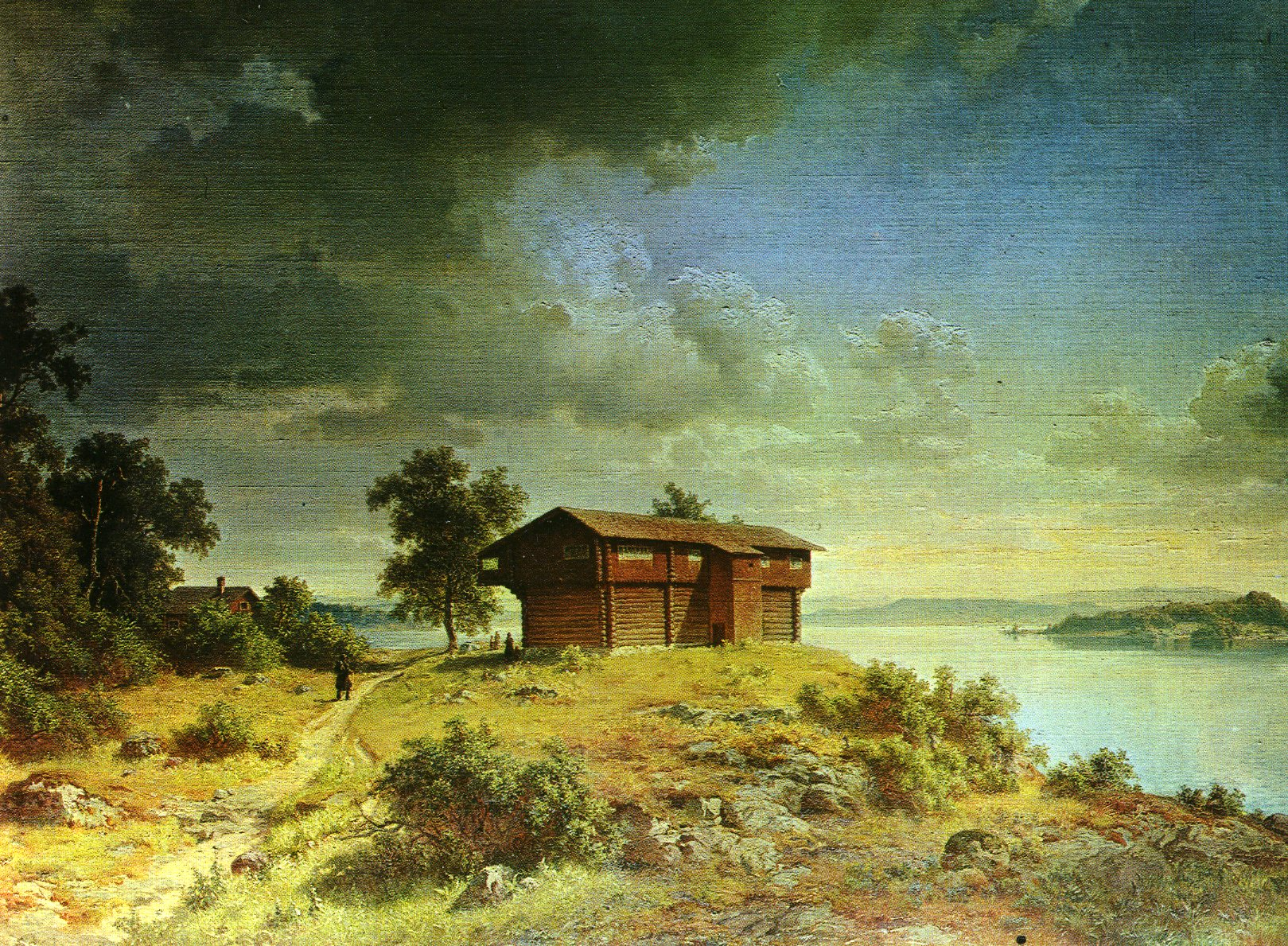
Utsigt af Ornäs (1800-talets mitt), oljemålning av landskapsmålaren Edvard Bergh (1828-1880).
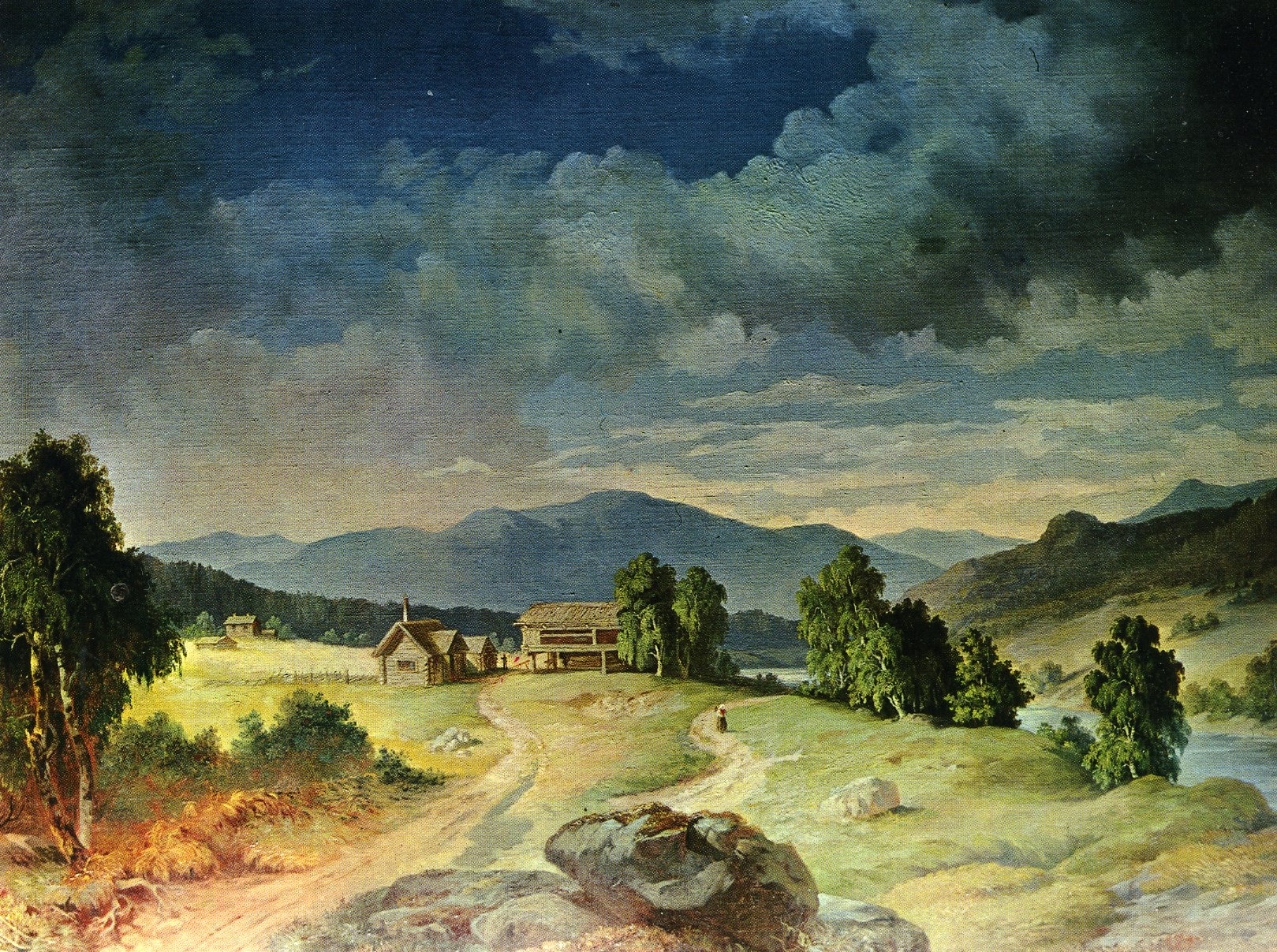
Utsigt af byn Sälen (1800-talets mitt), oljemålning av kung Karl XV (1826-1872).

## Härbre intill monumentet

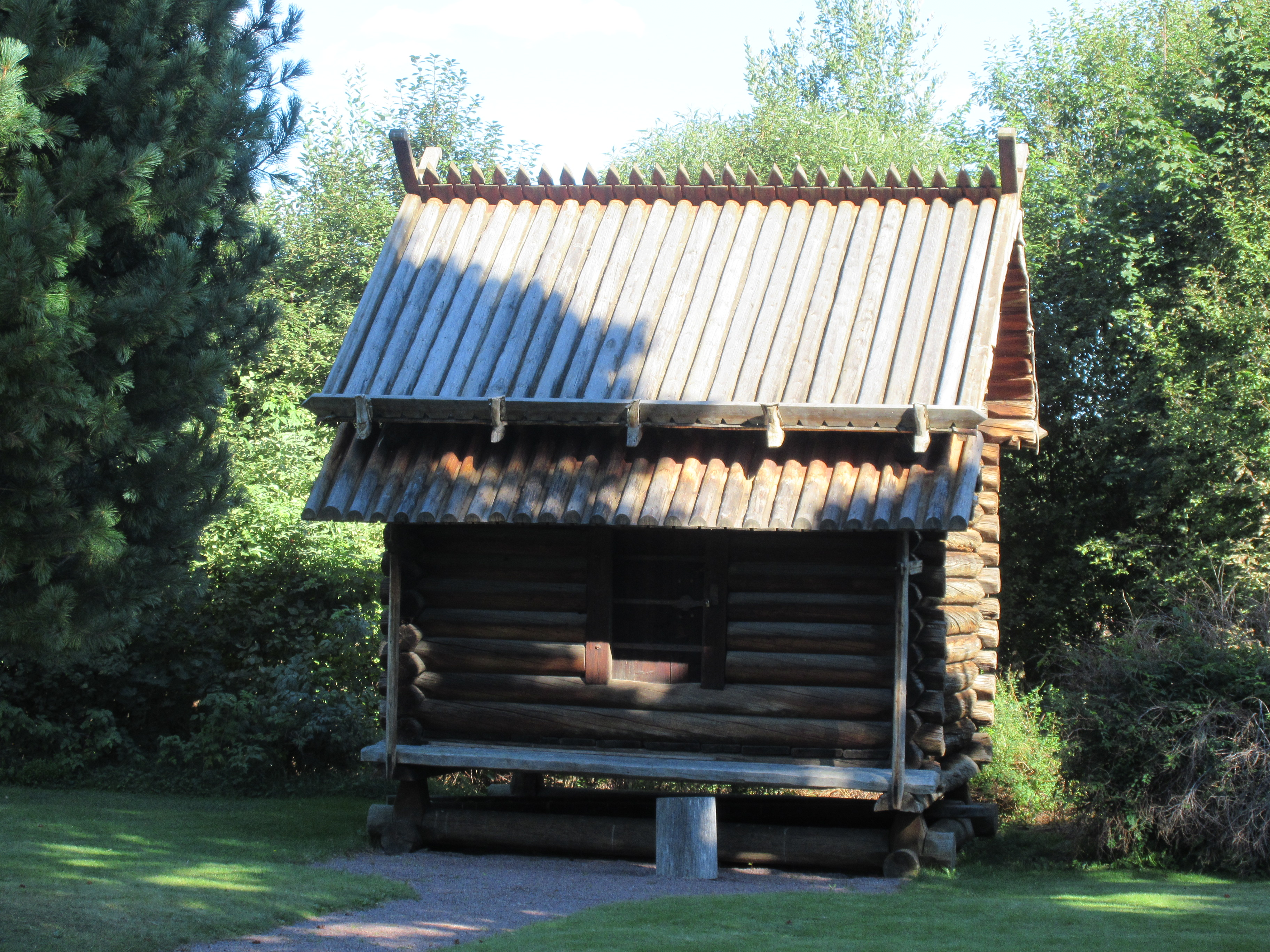
Härbre från Våmhus från 1522.

Intill monumentet står ett härbre, eller stolpbod, från Våmhus från Gustav Erikssons tid, från 1522. Det var en gåva av konstnären Anders Zorn, som var född och uppväxt i Utmeland. En särskild vaktman fanns ända från början anställd för att övervaka Vasatemplet. Det uppges att den första vaktmannen hade varit en gammal fältväbel och krigsinvalid.

## Förhistoria
1520
Tomt Margit räddar Gustav Vasa undan danska spejare genom att visa ner honom i en källare och däröver placera ett vörtkar.

1673
I en predikan – i närvaro av Karl XI – omnämner kyrkoherden Nohr-Moraeus att Gustav vid sin ankomst till Mora måste ”sig hemligen gömma … vars gömställen ock här i socknen … efter efter berättelse man ifrån man äro än kunnige”

1707
I kyrkoherden Petrus Aroselius' (1643–1714) sockenbeskrivning över Mora, utgiven 1707, läser vi följande: "En källare här i Utmelandsby celebreras och visiteras ock mycket av främmande, icke att den har någon förmån före andra, utan därför att konung Gustav I här legat fördold, då de kanske där i byn efter honom jagade och letade."

1758
På en karta från 1758 är Utmeland utmärkt med följande kommentar syftande på Gustav:
»Under det han war här i Mora, blef han, för Konung Christierns folk skull, gömd under en Bro, samt i Utmeland en by söder ut ifrån kyrkan 2540 alnar belägen, uti den nordaste gården Tomtgården änu kallad, uti en källare förwarad, som består af 4 1/4 alns längd, 3 1/4 alns bredd, och 2 3/4 alns högd, hwälfd med tegel, men sidorna äro med gråsten murade. Har sedan den tiden ej blifwit lagad, utan är änu uti det stånd, som då han med sit mörker Herr Gustavs dyra lif omwärfde. På södra sidan uti källarswalan är en glugg, som Herr Gustav fick mat igenom. Hustrun satt då et kar öfwer luckan, och deri lagade til brygga, på det luckan för de Danske skulle wara fördold. Stufwan(åfwan) källaren är til wäggar och tak mycket medtagen, men kan doch länge stå om taket lagas: Taket består annars af sågbräder, som ligga på Bjelkar eller Raftar, hwaruppå ligger massa, granbark, näfwer och takwed.»
Den omnämnda stugan (stufwan) fanns inte kvar vid 1700-talets slut.
1773
Tomt Mats Larsson, gårdens dåvarande ägare, begärde – och fick – ett intyg från tingsrätten att källaren på hans gård var den som Gustav gömt sig i. Tingsrättens utslag slutar så här: ”Och som nämnden jemte the närwarande Tingsallmogen intygade, at the af sine förfäder hördt, thet Högstsalig Konung Gustaf, under sitt wistande i dahlorten, werckeligen warit i then Källare, som nu för tiden i Mats Larssons Gård finnes: alltså warder sådant på begiäran til bewis meddelt …”
1808
Kronan köpte in källaren och gårdstunet och lät uppföra en enklare byggnad över själva källaröppningen.
1852
Konstnären Bengt Nordenberg besökte Utmeland och fann där en stuga byggd över Vasakällaren, men i dåligt skick (uppenbarligen dock inte den som Kronan låtit uppföra utan en bredvid som ansågs vara autentisk och där en Kongslisbet visat besökare omkring) och han föreslog i ett brev till en konstnärsvän att man skulle rädda stugan genom att över den uppföra något som hade drag av grekiskt tempel.
| ” | År 1852 reste jag för första gången i Dalarne och betraktade naturligtvis mycke noga de stellen der Gustaf Wasa uppehållit sig, och jag fann äfwen alt i hållbart skeck, utom Mattens Stuga i Utmeland, der Wasa blef räddad i källaren, Stugan war ännu helt och hållet i sitt ursprungliga skeck, och det war för mig rörande att se med hwilken pietet, Dalfolket skelfwa hade aktat denna Stuga i 300 och der öfwer, och feck icke bebos af någon utom en gammal Gumma som på min tid kallades kongslisbet, och ingen annan feck gå in för än han kräng et par halmtoflor öfwer sina suler för att icke slita eller skada golfwet, men taket war så angripet att det borde skyddas, innan det föll in, folket war utan medel och äfwen rådwilt, huru det borde göras jag tänkte öfwer saken, och som jag reste genastegenaste (!) wägen till Stockholm, och der en afton gjorde jag Scholander uppmärksam på saken, och bad honom i sin ställning sörja derför att detta historiska minne blef wedmagthållet, och sade det är bäst att sätta et skul öfwer hela stugan, och mera trodde jag mig icke behöfwa säga till en så stor man som han jag hade tänkt mig dett så ungefär såsom et grekiskt tempel, med träkollonner och hugna fyrkantiga stenar till fötter, gaflarne och äfwen arkitrafwen målade med bilder af begifwenheten men lata stugan helt och hållet oberörd. | „ |

Nordenbergs förslag klingade dock ohörda. Se vidare nedan hans intryck vid ett återbesök några år efter monumentets invigningen.

## Den högtidliga invigningen
Invigningen ägde rum den 29 september 1860, exakt 300 år efter Gustav Vasas död och den skedde med övlig pompa och ståt uppblandad med en lagom dos folklighet, allt i tidens anda. Kungahuset representerades av prinsarna August (hertig av Dalarna) och Oscar (hertig av Östergötland och senare kung Oscar II), eftersom kungen själv, Carl XV, låg sjuk. Många andra av samhällets toppar var också med vid ”denna för hela svenska folket dyrbara fest, som sprider en särskild glans över Dalarnas bygder”.
En samtida skildring ur en dagstidning beskriver bra hur det hela gick till:
| ” | Invigningsdagen var en lördag som randades klar och leende. Klockan 8 på morgonen började Moraklockorna att ringa till högtid, och på kyrkovallen samlades stora skaror av högtidsklädd allmoge, så att när de resande och ortens ståndspersoner omkring klockan 9 samlades på kyrkogården, var den alldeles uppfylld av skådelystna, och så långt ögat kunde se utåt Utmelandsvägen böljade människorna som på en myrväg, i tätt packade massor. Som klockan slog nio satte processionen sig i gång uti följande ordning: 1. skolbarnen med skolmästaren i spetsen; 2. deputerade från de övriga socknarne, tvenne de ståtligaste och bästa bönder från var socken, klädda i sina högtidsdräkter; 3. tio morahustrur i högtidsdräkt som representanter för Morakvinnorna, vilka i icke oväsentlig mån tillkom äran av dagens högtid; 4. bestyreisen för monumentet och dagens talare, professor Swedelius; 5. Riksståndens deputerade; 6. deputerade från Falun och Gävle, och 7. alla övriga ståndspersoner och resande som önskade deltaga i processionen. Företrädd av en avdelning av Dalregementets musikkår, begav sig nu processionen å väg till Utmeland mellan levande murar av böljande människomassor, vilkas dräkter bildade den mest pittoreska färgmångfald man kan tänka sig, och på vilkas anleten en viss nyfikenhet blandade sig med ett högtidligt allvar. Vid ankomsten till monumentet mottogs processionen av de tvenne artisterna, professorerna Höckert och Bergh, vilka för tillfället fungerade som ceremonimästare, anvisande platser åt alla. På ömse sidor om monumentet voro dubbla leder av Dalregementet uppställda, bestående av Orsa och Mora kompanier med sina fanor, utgörande tillsammans 200 man. Till höger om monumentet var upprest en estrad, överdragen av blått kläde med kronor, och på denna estrad voro stolar placerade för hertigarne. Till vänster, mittemot estraden, var talarstolen på samma sätt dekorerad. | „ |

Högtidstalet hölls av professor Wilhelm Svedelius, bördig från Hjortnäs i Leksand. Det blev ett berömt tal – och långt. Det torde ha tagit bortåt en trekvarts timme i anspråk. Därefter invigde prins Oscar monumentet och slutade med förhoppningen "att denna minnesvård, som upprests av Sveriges folk för dess störste konung och befriare, skulle för kommande tider vittna om friborna Svenska mäns kärlek till fosterland och frihet samt deras aktning för forntida minnen, och mana kommande släkten att alltid bevara dessa känslor friska och oförvanskliga i djupet av sina hjärtan."
Prins Oscar var litet av poet och skrev en dikt med anledning av denna händelse.
Efter invigningsceremonin avtågade man till kyrkan för en avslutande andakt. Det fanns dock mera kvar. Efter gudstjänsten marscherade man till folkskolehuset där bestyrelsen för monumentet gav middag och där det också gavs tillfälle till så kallat mingel.
Där syntes bland annat Såsser Anders, som »rörde sig och samspråkade med de högsta och de höga personerna, som om han varit på hofvet i all sin tid.» Även Kerstin var inne, berättar samma sagesman, »och hon hade väl aldrig varit så i smöret som den dagen. Hon fick klinga med prinsarne, och prins August fyllde hennes näsduk med äpplen och windrufvor och klappade rätt duktigt om den wackra kullan innan han släppte henne, medan Såssers-Anders sjelf med ett leende af tillfredsställd fadersstolthet stod och såg på huru firad hans dotter blef.»Vid fyratiden på eftermiddagen bröt man upp. Under kanonsalut och folkmassans leverop anträdde de kungliga återfärden efter en dag som sent skulle glömmas av dem som var med.
För att avslutningsvis citera Höckerts biograf Aron Borelius:
| ” | Det var en fest riktigt i den blomstrande nationalromantikens stil, och vad som för en senare tid i allmänhet måste te sig naivt och overkligt bar där ännu den oblandade hänförelsens prägel. Läser man de långa referaten över tilldragelsen med de högtravande orationerna och den kungliga hornmusiken inom hägnet av den brokiga folkskaran och ”Siljans hägrande stränder” så får man en levande känsla av, att den stundom klandrade föreningen av teater och sanning i Höckerts Vasatavla i själva verket ganska troget återspeglar Carl XV-tidens fosterländskhet, med dess egen blandning av patetisk gest och uppriktig hjärtlighet. | „ |

## Omdömen om Utmelandsmonumentet
Vasamonumentet har knappast rosat marknaden, utan mest blivit utsatt för begabbelse, dock inte alltid.
Invigningsåret kunde det låta så här:
| ” | Vid uppgörandet av själva byggnaden … synes arkitekten hava avsett att till ett harmoniskt helt sammanbinda det urgamla med det nya, låta skalet på en gång sammanväxa med den givna kärnan … tilltalande vandraren och manande honom att stiga dit, för att ägna sin gärd av beundran och vördnad åt den store Wasakonungen och reformatorns oförgätliga minne. Allmänheten känner redan huru tillfredsställande den utmärkte arkitekten professor Scholander löst denna sin uppgift. | „ |

Andra var av annan mening. 
Vid Bengt Nordenbergs återbesök i Utmeland 1866 fick han se något helt annat än vad han själv tänkt sig. Han blev helt enkelt rasande:
| ” | »---- några år der efter läste jag i tidningen, att det war gjordt, det prisades mycket, Kongen, E Berg och Höckert hade gjordt målningarne, men på beskrifningen kunde jag icke blifwa klok huru det war gjordt, men jag kunde icke styra min nyfikenhet utan när jag 1866 war i Swerge reste jag hastigt och lustigt upp till Mora och Utmeland, men min fosterlandskänsla har aldrig fått någon swårare stöt, stugan war borta I och et skul som såg ut som et stort skithus, och inwändigt antingen på golf eller wäggar någodt efter det genuina minnet, endast den lilla hålan källaren wisades, och hwad war det att se, 1852 hade jag sett spisen och wäggarne der gustaf haft skydd och wärme, jag hade gådt på tilljer som han, men nu kom jag i sådan harm så att jag beklagar att icke kunna med ord alla Tegnér i ett poem gifwa dem på pälsen, eller åtminstone afrysta mig någon del av harmen, men att denna historia är san och att det ännu lefwer meniskor som minnas Tomtemattias stuga, och den som har historiskt sinne skall altid beklaga att den på et så rått sätt blifwit nedrifwen. Wänligen Bgt. Nordenberg» | „ |

Folkbildaren Karl-Erik Forsslund var heller inte nöjd. Han skrev i sin Morabok – Med Dalälven från källorna till havet (1921): 
| ” | Minnestämplet liknar mäst ett gravkapell med sina dystert nakna väggar, sitt trista tak av zinkplåt och sin fula glaskista därpå. | „ |